# CDX4
CDX4 (англ. Caudal type homeobox 4) – білок, який кодується однойменним геном, розташованим у людей на X-хромосомі. Довжина поліпептидного ланцюга білка становить 284 амінокислот, а молекулярна маса — 30 480.
| 10         |  | 20         |  | 30         |  | 40         |  | 50         |
| ---------- |  | ---------- |  | ---------- |  | ---------- |  | ---------- |
| MYGSCLLEKE |  | AGMYPGTLMS |  | PGGDGTAGTG |  | GTGGGGSPMP |  | ASNFAAAPAF |
| SHYMGYPHMP |  | SMDPHWPSLG |  | VWGSPYSPPR |  | EDWSVYPGPS |  | STMGTVPVND |
| VTSSPAAFCS |  | TDYSNLGPVG |  | GGTSGSSLPG |  | QAGGSLVPTD |  | AGAAKASSPS |
| RSRHSPYAWM |  | RKTVQVTGKT |  | RTKEKYRVVY |  | TDHQRLELEK |  | EFHCNRYITI |
| QRKSELAVNL |  | GLSERQVKIW |  | FQNRRAKERK |  | MIKKKISQFE |  | NSGGSVQSDS |
| DSISPGELPN |  | TFFTTPSAVR |  | GFQPIEIQQV |  | IVSE       |  |            |

A: Аланін

C: Цистеїн

D: Аспарагінова кислота

E: Глутамінова кислота

F: Фенілаланін

G: Гліцин

H: Гістидин

I: Ізолейцин

K: Лізин

L: Лейцин

M: Метіонін

N: Аспарагін

P: Пролін

Q: Глутамін

R: Аргінін

S: Серин

T: Треонін

V: Валін

W: Триптофан

Кодований геном білок за функцією належить до білків розвитку. 
Задіяний у таких біологічних процесах, як транскрипція, регуляція транскрипції. 
Білок має сайт для зв'язування з ДНК. 
Локалізований у ядрі.